# Marius Elvius
Marius Elvius Kolind-Jørgensen (født 1. juni 2002) er en dansk professionel fodboldspiller, der spiller som højre midtbanespiller for den danske Superliga-klub Vejle Boldklub.

## Klubkarriere

### HB Køge & Hellas Verona
Elvius er født i Tårnby og startede med at spille fodbold i Tårnby FF som fireårig. Han skiftede senere til Vallensbæk IF, derefter til Brøndby IF i tre år fra U11 og U14, inden han kom til HB Køge som U15-spiller. Elvius arbejdede sig op gennem ungdomsrækkerne i Køge og den 29. marts 2019 bekræftede klubben, at 16-årige Elvius havde skrevet under på en aftale indtil juni 2022.
Han fik sin officielle debut for Køge to dage senere, 31. marts 2019 mod Silkeborg IF i den danske 1. Division.
Den 21. januar 2021 blev det bekræftet, at 18-årige Elvius var blevet lejet til den italienske klub Hellas Verona for resten af sæsonen, hvor han skulle spille for klubbens U19-hold.

### Vejle
Den 1. februar 2022 bekræftede den nyoprykkede danske Superliga-klub Vejle Boldklub, at Elvius var kommet til klubben på en aftale indtil juni 2025. Han fik sin debut for Vejle den 15. maj 2022 mod FC Nordsjælland i Superligaen.

## Eksterne links
- Marius Elvius profil på Soccerway

- Marius Elvius i DBU's Landsholdsdatabase